# Березняги-Первые
Березняги-Первые — упразднённый хутор Хлевищенского сельсовета Алексеевского района Белгородской области. Был расположен у истока речки Кобылья в 3 км к югу от села Хлевище.

## История
По состоянию на 1859 год на казённом хуторе Березняги 1 стана Бирюченского уезда Воронежской губернии близ Кобыльего лога в 11 дворах проживало 92 человека (46 мужчин и 46 женщин).
Упоминается в памятной книжке Воронежской губернии за 1887 год как хутор Иловской волости Бирюченского уезда. Число жителей обоего пола — 154, число дворов — 16.
По подворной переписи 1890 года на хуторе Березняги проживало 159 государственных крестьян (82 мужчины, 77 женщин) в 18 хозяйствах, из них 3 грамотных и учащихся (все — мужского пола). Всего был 21 жилой дом. Из скота было 57 лошадей, 22 коровы, 12 голов гулевого скота и 15 телят, 323 овцы и 69 свиней. Количество удобной надельной земли составляло 43,8 десятин, также имелось 166,9 десятин четвертной земли, всего пашни было 153 десятины; также 15 хозяйств арендовали 77,6 десятин общественной пашни. Из сельскохозяйственного инвентаря имелись 31 соха, 1 молотилка или другое орудие, 32 телеги. Все хозяйства обрабатывали землю своим скотом. Всего расходов у хозяйств в течение года было на 2226 рублей, доходов от продажи — 2572 рубля (в основном хлеба, а также скота), от промыслов (которыми занималось 7 хозяйств) — 100 рублей, а всего — на 2714 рублей.
По данным 1900 года на основе переписи 1897 года на хуторе Хлевищенского сельского общества Иловской волости при Кобыльем яре жило 153 человека (79 мужчин, 74 женщины, великороссы) в 21 дворе, земельный надел был общий с деревней Кобыленка и селом Хлевище.
По переписи 1926 года на хуторе Хлевищенского сельсовета Алексеевской волости Острогожского уезда проживало 243 человека в 29 хозяйствах.
К началу войны число дворов на хуторе Березняги возросло до 43.
По переписи 1979 года на хуторе Березняги-Первые (переименован так для отличия от хутора Березняги-Вторые) оставалось 17 жителей, упразднён в 1980-х или в 1-й половине 1990-х годов.